# Nazionale maschile di hockey su pista dell'Italia
La nazionale di hockey su pista dell'Italia è la selezione maschile di hockey su pista che rappresenta l'Italia in ambito internazionale.
Attiva dal 1925, opera sotto la giurisdizione della Federazione Italiana Sport Rotellistici.
Si tratta di una delle nazionali più titolate al mondo nella sua disciplina avendo vinto quattro campionati mondiali, due coppe delle Nazioni, tre europei, e un bronzo olimpico a Barcellona nel 1992.
Il suo commissario tecnico è Alessandro Bertolucci.

## Storia

### Dalle origini agli anni quaranta

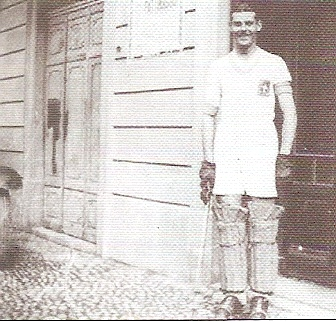
Angelo Grassi portiere della nazionale dal 1927 al 1950

Con la costituzione della federazione nazionale di hockey su pista nel 1922 e nel 1925 iniziò anche l'attività della selezione azzurra. Il debutto assoluto della nazionale fu contro l'Inghilterra, all'epoca la più competitiva formazione della disciplina, nel corso della Coppa delle Nazioni 1925 a Montreux in Svizzera. Il risultato vide gli inglesi vincere nettamente per 9 reti a 1. Questa prima competizione vide gli italiani arrivare ultimi nel torneo uscendo sconfitti in tutte e cinque le gare disputate realizzando solo quattro reti a fronte delle ventiquattro subite. L'anno seguente la nazionale partecipò alla prima edizione dei campionati europei che si svolsero a Herne Bay nella contea del Kent. Gli azzurri collezionarono solo sconfitte (cinque in tutto) che gli relegò all'ultima posizione in classifica. Questi furono i primi azzurri convocati per rappresentare l'Italia : Assi, Del Marco, Segala, Vanni, Veneziani e Zorloni. Durante la seconda edizione degli europei la nazionale azzurra ottenne la prima vittoria in assoluto della sua storia contro il Belgio per 3 a 0. Nel 1928 partecipa alla terza edizione del torneo continentale dove si classificò ancora ultima. Una prima svolta nel rendimento della nazionale italiana ci fu nei campionati europei del 1929. In quest'edizione infatti gli azzurri sconfissero la Francia all'esordio; si imposero poi sul Belgio e sulla Germania prima di venire sconfitta dall'Inghilterra, che si avviava a vincere il titolo per quarta volta consecutiva, e chiudendo con una vittoria sulla Svizzera padrone di casa. Questi risultati portarono gli azzurri al secondo posto assoluto in classifica cogliendo la prima medaglia in ambito continentale. Dopo non aver partecipato all'edizione del 1930 gli azzurri colsero un quanto posto agli europei del 1931 alle spalle della solita Inghilterra, vincitrice del sesto titolo, della Francia e della Svizzera. Anche l'edizione del 1934 vide gli azzurri giungere quarti e rimanere fuori dal podio. Sul finire degli anni trenta, con la guida tecnica di Francesco Cestagalli, partecipa alla prima edizione del campionato del mondo (valevole anche come campionato europeo) dove si piazza seconda alle spalle dell'Inghilterra vincendo quattro incontri, pareggiandone due e uscendo imbattuta per la prima volta nella propria storia. Chiuse il decennio con un piazzamento al quarto posto agli europei del 1937 e una medaglia d'argento nel torneo successivo, disputato ad Anversa. Nel 1939 la venne disputate la seconda edizione del campionato del Mondo a Stoccarda. Il torneo venne vinto dall'Inghilterra, che da avrebbe imboccato un declino che la relegò nelle nazionali minori nel panorama hockeistico; l'Italia giunse seconda precedendo il Portogallo. La nazionale lusitana sarebbe diventata la nuova protagonista assoluta dell'hockey. La nazionale rimase poi inattiva fino al 1947 a causa della seconda guerra mondiale.
Dopo la conclusione degli eventi bellici nel 1947 la FIRS tornò ad organizzare il torneo iridato. La manifestazione venne organizzata a Lisbona dal 17 al 23 maggio e si concluse con la vittoria dei padroni di casa. Gli azzurri, guidati da Orazio Zorloni, giunsero quarti alle spalle del Belgio e dell'esordiente Spagna. L'Italia giunse ai piedi del podio sia nell'edizione del 1948 sia nel torneo del 1949.

### Gli anni cinquanta e il primo titolo mondiale
Il decennio degli anni cinquanta si aprì, per la prima volta nella storia, con la disputa del campionato del mondo in Italia. Il torneo si tenne a Milano dal 27 maggio al 2 giugno. I pronostici della vigilia furono confermati con la forte nazionale portoghese che si aggiudicò il torneo per la quarta volta consecutiva e con la nazionale italiana giungere al secondo posto venendo sconfitta nella partita decisiva per il titolo dai lusitani per 4 reti a 1. L'anno seguente, a Barcellona, la nazionale giunse al terzo posto mentre nell'edizione successiva arrivò nuovamente la piazza d'onore alle spalle del solito Portogallo.

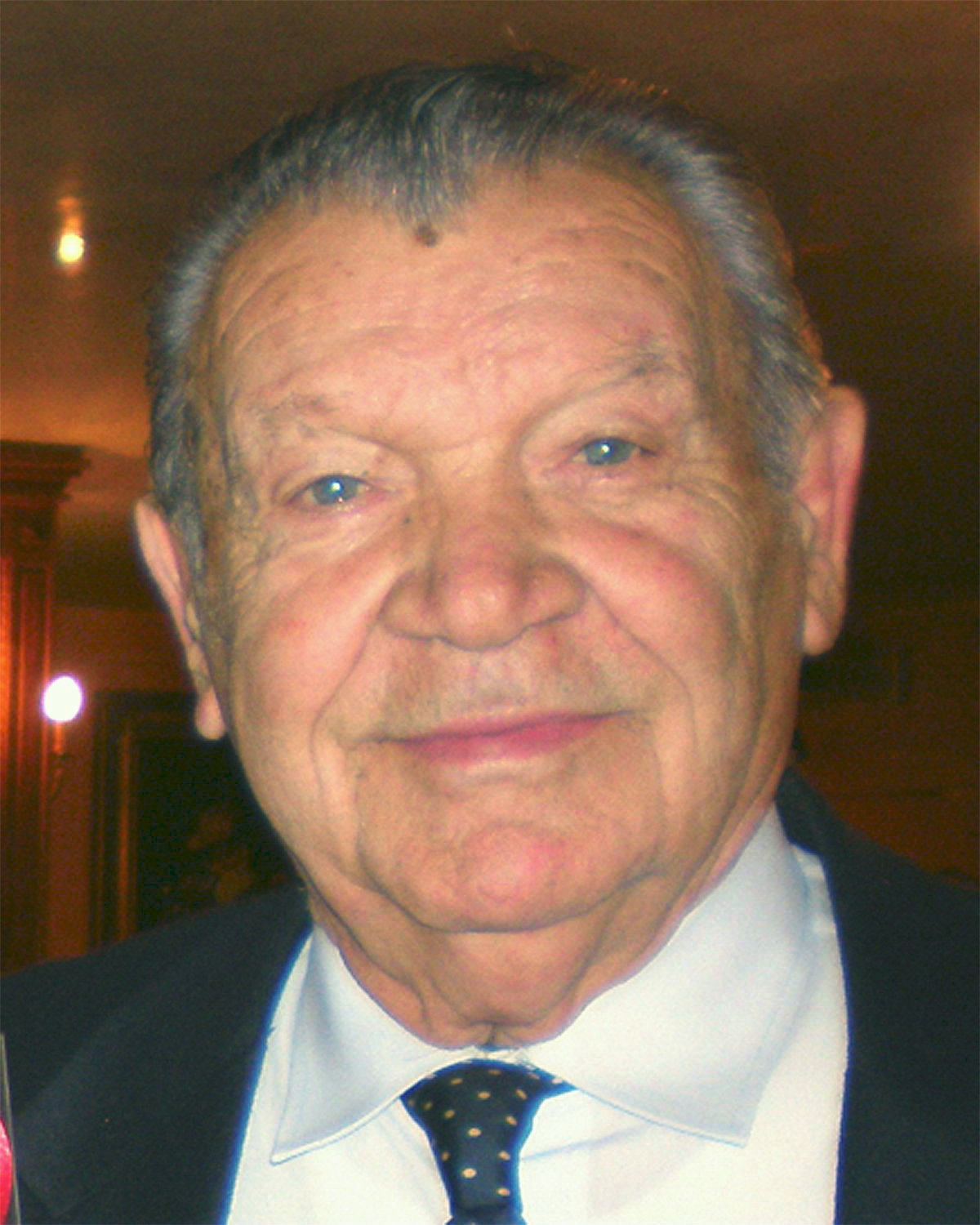
Ferruccio Panagini campione del mondo del 1953.

Il campionato mondiale del 1953 fu disputato in Svizzera a Ginevra dal 29 maggio al 6 giugno e vi parteciparono 13 selezioni nazionali provenienti da tre continenti diversi (Africa, America del Sud ed Europa). La nazionale italiana durante la prima fase era inserita nel girone B della manifestazione; fece il suo esordio il 30 maggio contro la Germania Ovest, partita vinta per sei a tre. Il secondo impegno fu una vittoria sofferta per due a uno contro il Belgio. Il primo giugno l'Italia affrontò la Francia vincendo per tre a uno, pareggiò il penultimo incontro con la Svizzera e travolse nell'ultimo incontro della prima fase la Danimarca vincendo per 13 a 1 e arrivando prima nel raggruppamento. La seconda fase vide gli azzurri affrontare il Portogallo, nuovamente la Svizzera e la Spagna; con tre successi in altrettanti incontri la squadra italiana si laureò per la prima volta nella storia campione del Mondo e d'Europa.

Nel 1954 l'Italia giunse terza nel torneo disputato a Barcellona. Nel 1955 il torneo iridato tornò ad essere disputato in Italia e per la prima volta furono coinvolte più sedi. Gli azzurri disputarono la prima fase a Novara, culla dell'hockey nazionale, dove incontrò la Svizzera e l'Irlanda. L'Italia vinse entrambe le gare in programma e si qualificò per il girone finale a Milano dove colse un secondo posto dietro alla Spagna campione mentre nell'edizione successiva colse un terzo posto alle spalle delle solite Portogallo e Spagna. Nel 1957 si tornò a disputare il campionato europeo in maniera distinta dal campionato mondiale. L'Italia di Marono Vici si classificò al terzo posto cogliendo tre vittorie tra cui una delle prestazioni più prestigiose contro il Portogallo dove gli azzurri si imposero per quattro reti a uno. Gli anni cinquanta si chiuserò con due terzi posti sia al campionato mondiale e sia agli europei.

### Gli anni sessanta e settanta: il periodo buio
La decade successiva si aprì con la disputa del campionato mondiale a Madrid dove gli azzurri si classificarono al quarto posto alle spalle delle solite nazionali del Portogallo, nuovamente campione del mondo, della Spagna e anche dell'Argentina che si stava rapidamente imponendo come una delle nazionali più forti nel panorama hockeistico. La selezione nazionale tornò sugli scudi durante l'edizione successiva disputato per la prima volta in Cile dove giunse seconda alle spalle dei lusitani ma senza conoscere nessuna sconfitta e dove costrinse i portoghesi ad un pareggio per due reti a due. Dopo il terzo posto del 1964 l'Italia conobbe un periodo di declino che portarono ad due quarti posti sia nel torneo del 1966, svolto a San Paolo in Brasile e sia nell'edizione successiva che si tenne in Portogallo nella città di Porto.

Non fu più brillante il cammino ai campionati europei. Nel torneo del 1961 giocato a Torino gli azzurri conquistarono il terzo posto mentre già nell'edizione del 1963 terminarono solamente al quinto posto facendosi superare non solo da Portogallo e Spagna ma anche dalla emergente nazionale dei Paesi Bassi e dalla Svizzera. Dopo essere risalita ai piedi del podio nei campionati europei del 1965 la decade venne chiusa con un quarto posto nel 1967 ed un settimo posto, il peggior piazzemento fino ad allora, nel 1969 sancendo una involuzione della nazionale nei confronti sia delle due selezioni di punta dell'hockey pista, il Portogallo e la Spagna, sia nei confronti delle selezioni emergenti della Svizzera e soprattutto dei Paesi Bassi.

Anche il decennio successivo fu avaro di soddisfazioni per la nazionale azzurra. Al campionato del mondo venne raccolto soltanto un terzo posto nel torneo del 1970 disputato a San Juan in Argentina a cui fecero seguito un quinto posto nel 1972, due sesti posti e un ottavo posto nel 1978 che fu anche il peggior piazzamento al campionato irididato. Ai campionati europei l'Italia non riuscì ad andare oltre il terzo posto in graduatoria colto in ben quattro occasioni (1971, 1975, 1977 e 1979).

### Gli anni ottanta: sul tetto del mondo

Pino Marzella campione del mondo del 1986.

Ai mondiali del 1980 in Cile l'Italia giunge al settimo posto, peraltro mostrando segni di ripresa rispetto alle edizioni passate; miglioramenti che proseguono grazie al quinto posto colto nel 1982 a Barcelos in Portogallo nell'edizione successiva dei mondiali. Il campionato mondiale del 1984 fu disputato a Novara dal 14 al 22 settembre. L'Italia debuttò contro i Paesi Bassi vincendo per tre reti a uno; il secondo impegno vide la nazionale vincere agevolmente per 10 a 0 contro la Svizzera. Successivamente gli azzurri vinserò per sei a due contro la Germania Ovest. Dopo due altre vittorie contro il Cile e gli Stati Uniti gli italiani affrontarono la Spagna pareggiando 0 a 0. Il 21 settembre si tenne la partita decisiva per l'assegnazione del campionato contro la forte selezione dell'Argentina; direttore di gara era il debuttante portoghese Nunes. Al terzo minuto Alessandro Barsi sorprese il portiere argentino; in due soli minuti, gli esperti giocatori argentini infilarono il portiere italiano con due prodezze di Mario Aguero, e ribaltano il punteggio. L'Italia si sforzò di tornare all'attacco, ma l'Argentina fu capace di “addormentare” la partita, e il due a uno restisette sino al termine, consacrando gli argentini campioni del mondo per la seconda volta nella storia. Per l'Italia rimase un argento che mancava dal 1962.

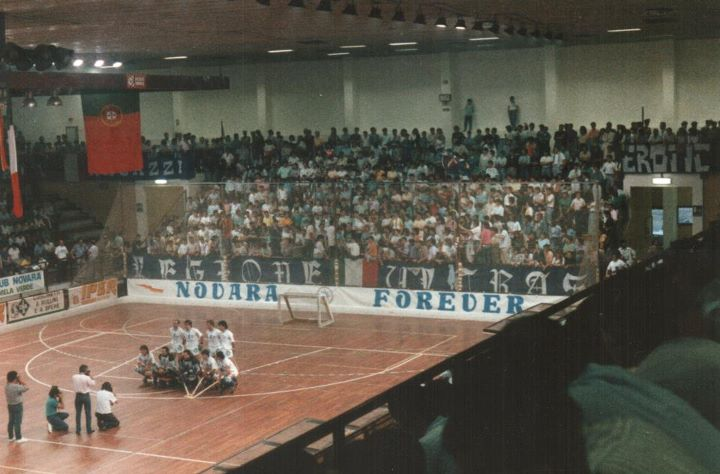
Interno del Palasport di Novara sede del torneo mondiale 1984.

La consacrazione di quella squadra avvenne nell'edizione successiva svoltasi a Sertãozinho in Brasile. Gli italiani non conobbero sconfitta infilando nove vittorie su nove gare disputate tra cui il 5 a 2 con cui regolarono l'Argentina campione del mondo in carica e favorita per la vittoria finale, un clamoroso 8 a 3 al Portogallo e vincendo per 2 reti a 1 contro la Spagna laureandosi campione del mondo dopo 33 anni dal primo titolo. Pino Marzella fu capo cannoniere del torneo con 19 reti.

L'Italia poi riuscirà a ripetersi e ad aggiudicarsi il terzo titolo mondiale, il secondo consecutivo, nell'edizione successiva a La Coruña vincendo otto incontri su nove e pareggiando solo la sfida contro il solito Portogallo e superando in termini di tornei vinti la forte selezione Argentina ferma a due trionfi contro, appunto, i tre dell'Italia.
In ambito europeo la squadra non riuscì a performare come nel campionato del mondo e raccolse solo dei piazzamenti con, come miglior risultato, il secondo posto nel torneo del 1985.

### Gli anni novanta: il quarto titolo mondiale e il secondo titolo europeo
Gli anni novanta si aprirono con il campionato europeo che si disputò a Lodi dove gli azzurri partirono con i favori del pronostico insieme alla nazionale iberica e al Portogallo.Il torneo, disputato con la formula del girone unico, vide l'Italia guidata da Pino Marzella e dai fratelli Enrico e Massimo Mariotti, futuro ct della nazionale, sbaragliare la concorrenza centrando otto vittorie su otto gare in programma, con la vittoria sui lusitani per 6 reti a 1 realizzando una delle vittorie più nette contro il Portogallo, si laureò per la seconda volta campione d'Europa a 37 anni dal trionfo di Ginevra (torneo valido anche come campionato europeo). Dopo essere stata eliminata ai quarti di finale dal Brasile al mondiale del 1991 colse un secondo posto agli europei del 1992.

Al Campionato mondiale del 1993 disputato in Italia dal 1º al 9 ottobre gli azzurri centrarono la finale della manifestazione uscendo però sconfitta ai tiri di rigore dal Portogallo. Anche l'edizione successiva del torneo iridato vide la nazionale azzurra venne eliminata ai quarti di finale uscendo sconfitta di misura dall'Argentina che poi avrebbe vinto il titolo.

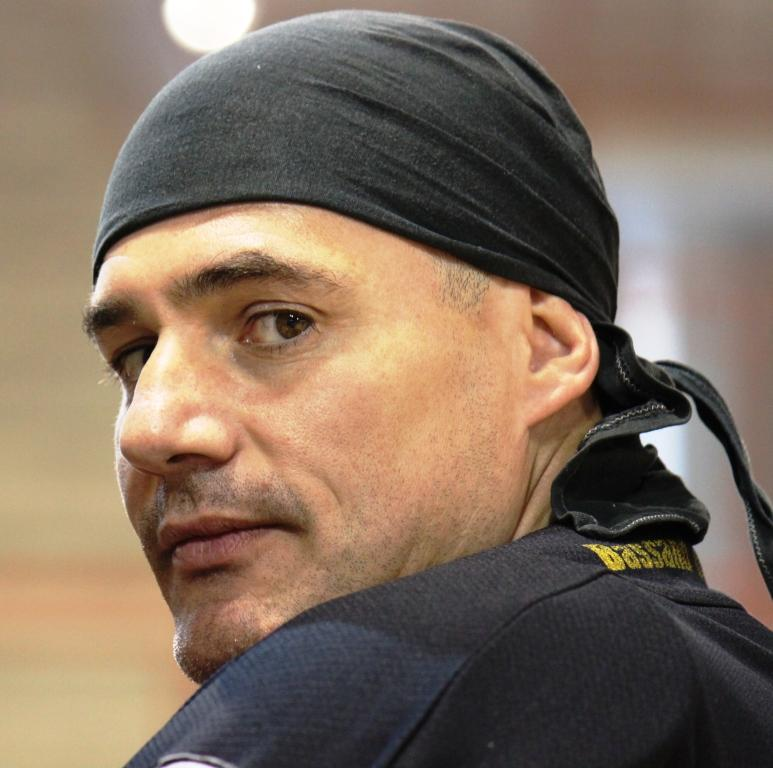
Massimo Cunegatti campione d'Europa nel 1990 e campione del mondo nel 1997.

L'Italia, guidata da Raul Micheli, iniziò il torneo del 1997 venendo inserita nel gruppo A. L'esordio avvenne il 13 settembre contro la selezione nazionale dell'Angola con una vittoria robusta per 15 a 1. Il secondo incontro vide gli italiani sconfiggere la Francia per 6 reti a 1. La terza sfida fu contro la Spagna dove gli azzurri vinsero per 5 a 2; il quarto turno fu un'agevole vittoria contro i Paesi Bassi per 11 a 0. L'unica sconfitta in questa prima fase fu contro i campioni del mondo dell'Argentina che si imposero per 7 a 2. L'Italia chiuse al secondo posto e si qualificò per la fase finale. Ai quarti di finale la nazionale italiana ebbe una rivincita contro il Brasile sconfiggendolo per 7 a 2 e qualificandosi per le semifinali contro il forte Portogallo che venne regolato per 4 a 2. La finale fu la rivincita della gare giocata contro l'Argentina. Questa volta gli italiani si fecero trovare pronti. Grazie alla tripletta di Dario Rigo a ai gol di Franco Polverini e di Alberto Orlandi l'Italia vinse 5 a 0 e si laureava per la quarta volta campione del mondo .

Gli anni novanta terminarono con il quarto posto colto ai mondiali di Reus nel 1999.

### Gli anni duemila
Dopa aver ottenuto un terzo posto al campionato mondiale di San Juan nel 2001 e due terzi posti agli europei del 2000 e del 2002 Micheli lasciò la guida tecnica della nazionale al portoghese Carlos Dantas che raccolse un secondo posto al mondiale del 2003. Nel 2004 l'Italia si classificò seconda agli europei di La Roche-sur-Yon con Massimo Mariotti come commissario tecnico. Un altro portoghese, Cristiano Pereira, guiderà gli azzurri al torneo iridato disputato negli Stati Uniti d'America. Con Alessandro Cupisti come nuovo allenatore, incarico che manterrà fino al 2010 l'Italia raccoglierà solo un terzo posto agli europei del 2008. La squadra di Cupisti negli ultimi due campionati del mondo raccoglierà un quarto posto nel 2007 e verrà eliminata dall'Argentina nei quarti di finale nel 2009 chiudendo una decade avara di successi.

### Gli anni duemiladieci: il terzo titolo europeo
Massimo Mariotti riprese la guida della nazionale per tutto il decennio. Ai mondiali del 2011 l'Italia fu inserita nel gruppo B della prima fase dove si classificò seconda alle spalle dell'Argentina (sconfitta per 7 a 2) ma superando la Germania e il Sudafrica. Ai quarti di finale fu la Spagna che sancì l'eliminazione degli azzurri. Nel 2013 dove aver vinto il gruppo D in maniera agevole superando il Mozambico, gli Stati Uniti e la Colombia fu il Cile ad estromettere la selezione azzurra nuovamente ai quarti di finale. Lo stesso piazzamento venne raggiunto nel 2015 e questa volta a sorprendere l'Italia nei quarti fu la Germania con una vittoria per 7 a 6. Nel 2017 il torneo mondiale venne riformato e le nazionali partecipanti furono raggruppate in tre divisioni di merito. La nazionale italiana venne inserita nella prima divisione denominata World Championship nel gruppo A con Argentina, Portogallo e Francia. L'Italia giunse seconda qualificandosi per la fase finale. ai quarti di finale venne sconfitto il Cile solo ai tiri di rigore e dopo 10 anni venne centrata la semifinale al campionato del mondo. Semifinale persa contro la Spagna per 4 a 0. Anche nel torneo successivo fatali furono i quarti di finale dove l'Italia uscì sconfitta ai tiri di rigore dal Portogallo.

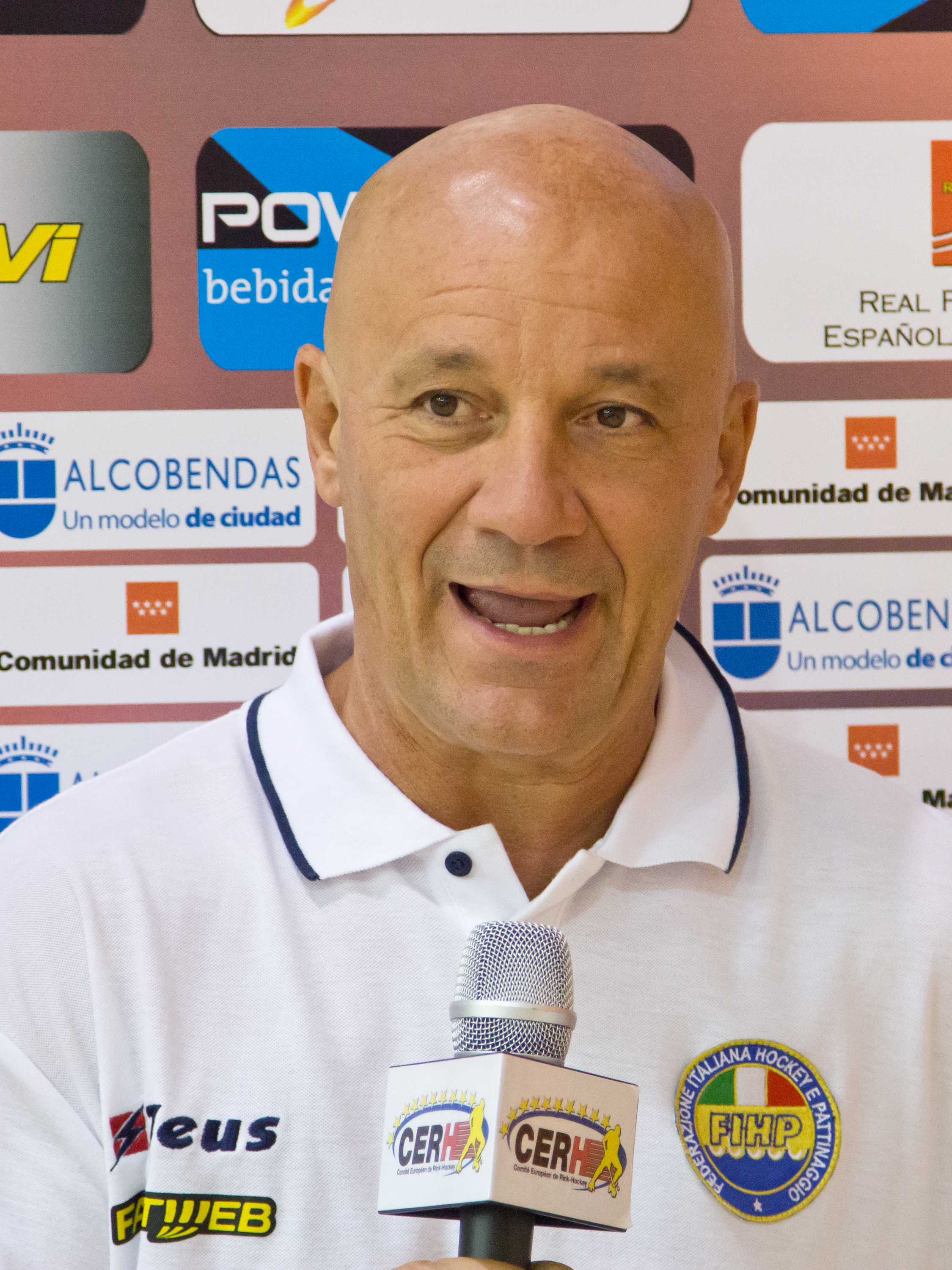
Massimo Mariotti CT campione d'Europa nel 2014.

In ambito europeo dopo un terzo posto nel 2012 l'Italia tornava sul tetto d'Europa dopo 33 anni dall'ultimo trionfo. Il torneo, disputato a Alcobendas in Spagna vide la partecipazione di sei nazionali e fu strutturato con la formula del girone unico. L'Italia esordì il 15 luglio contro la Svizzera ed ottenne la prima vittoria per 7 a 4 grazie a quattro reti messe a segno da Massimo Tataranni e ai gol di Davide Motaran, Domenico Illuzzi e Mattia Cocco. La seconda gara fu una sofferta vittoria contro la Germania per 3 a 2. La terza gara vide gli azzurri pareggiare per 2 a 2 contro la quotata Spagna grazie ad una doppietta di Federico Ambrosio. La partita decisiva fu l'importante vittoria per 3 a 2 contro il forte Portogallo con due reti di Cocco e 1 di Ambrosio. La matematica certezza del titolo arrivò con la seguente vittoria sulla Francia per 5 a 4 che sanciva la vittoria del terzo titolo continentale.

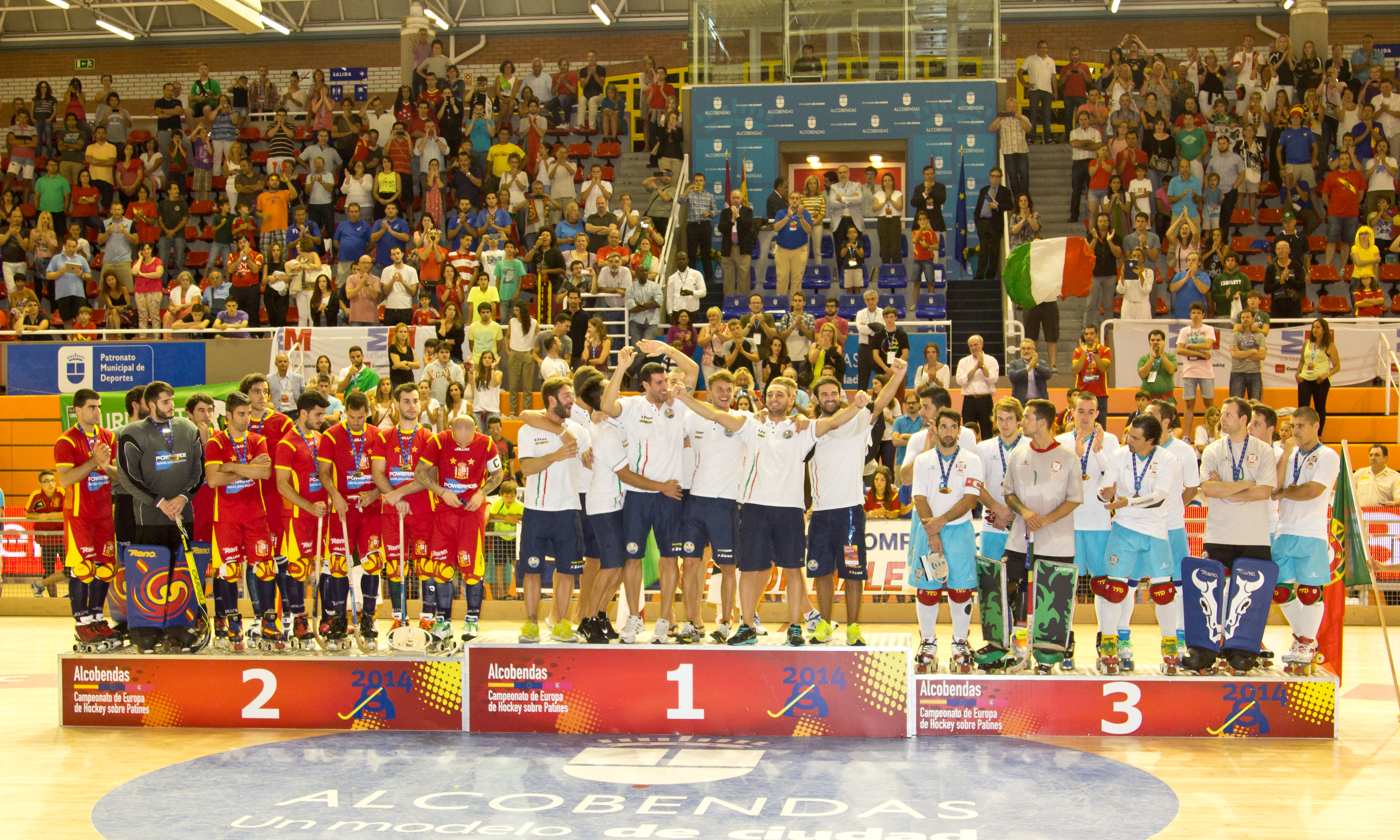
L'Italia campione d'Europa nel 2014.

### Gli anni duemilaventi
Dopo nove anni la guida tecnica dell'Italia passò a Alessandro Bertolucci il quale aveva vinto con il Trissino l'Eurolega 2021-2022. Il primo torneo in cui furono impegnati gli azzurri fu il campionato europeo dove giunse un terzo posto impreziosito dai pareggi contro la Spagna e il Portogallo con il medesimo risultato di 4 a 4. Il 2022 vide l'esordio di Bertolucci alla guida della nazionale in un campionato del Mondo disputato a San Juan, culla dell'hockey su pista in Argentina. L'Italia chiuse la prima fase imbattuta nelle tre gare giocate contro il Portogallo, la Francia e il Cile. La seguente vittoria contro l'Angola nei quarti di finale vide l'Italia centrare la semifinale persa però per 4 a 1 contro i padroni di casa. Agli europei del 2023 l'Italia coglie nuovamente un terzo posto.

## Statistiche dettagliate sui principali tornei internazionali

### Campionato mondiale
| Edizione                 | Piazzamento      | V  | N | P | Gol   |
| ------------------------ | ---------------- | -- | - | - | ----- |
| Stoccarda 1936           | 2º posto         | 4  | 2 | 0 | 16:9  |
| Montreux 1939            | 2º posto         | 4  | 0 | 2 | 27:10 |
| Lisbona 1947             | 4º posto         | 3  | 0 | 3 | 20:16 |
| Montreux 1948            | 3º posto         | 5  | 2 | 1 | 45:11 |
| Lisbona 1949             | 3º posto         | 4  | 1 | 2 | 35:18 |
| Milano 1950              | 2º posto         | 8  | 0 | 1 | 52:10 |
| Barcellona 1951          | 3º posto         | 8  | 0 | 2 | 61:18 |
| Porto 1952               | 2º posto         | 8  | 0 | 1 | 44:13 |
| Ginevra 1953             | Campione         | 7  | 1 | 0 | 34:10 |
| Barcellona 1954          | 3º posto         | 11 | 0 | 3 | 66:17 |
| Milano 1955              | 2º posto         | 8  | 0 | 1 | 30:6  |
| Porto 1956               | 3º posto         | 5  | 3 | 2 | 25:6  |
| Porto 1958               | 3º posto         | 7  | 1 | 1 | 38:10 |
| Madrid 1960              | 4º posto         | 6  | 0 | 3 | 43:27 |
| Santiago del Cile 1962   | 2º posto         | 6  | 3 | 0 | 28:15 |
| Barcellona 1964          | 3º posto         | 5  | 1 | 3 | 36:11 |
| San Paolo 1966           | 4º posto         | 4  | 3 | 2 | 24:21 |
| Porto 1968               | 4º posto         | 6  | 0 | 3 | 34:16 |
| San Juan 1970            | 3º posto         | 7  | 1 | 2 | 41:33 |
| La Coruña 1972           | 5º posto         | 6  | 2 | 3 | 37:22 |
| Lisbona 1974             | 6º posto         | 5  | 2 | 4 | 45:33 |
| Oviedo 1976              | 6º posto         | 4  | 3 | 4 | 40:38 |
| San Juan 1978            | 8º posto         | 5  | 1 | 5 | 39:27 |
| Talcahuano 1980          | 7º posto         | 4  | 2 | 4 | 37:22 |
| Barcelos 1982            | 5º posto         | 9  | 2 | 4 | 91:41 |
| Novara 1984              | 2º posto         | 7  | 1 | 1 | 42:17 |
| Sertãozinho 1986         | Campione         | 9  | 0 | 0 | 65:15 |
| A Coruña 1988            | Campione         | 8  | 1 | 0 | 39:9  |
| San Juan 1989            | 3º posto         | 6  | 0 | 2 | 44:11 |
| Porto 1991               | Quarti di finale | 6  | 0 | 2 | 43:18 |
| Sesto San Giovanni 1993̝  | 2º posto         | 6  | 2 | 0 | 67:13 |
| Recife 1995              | Quarti di finale | 6  | 0 | 2 | 54:22 |
| Wuppertal 1997           | Campione         | 7  | 0 | 1 | 55:15 |
| Reus 1999                | 4º posto         | 5  | 1 | 2 | 32:16 |
| San Juan 2001            | 3º posto         | 4  | 0 | 2 | 35:9  |
| Oliveira de Azeméis 2003 | 2º posto         | 5  | 0 | 1 | 29:10 |
| San Jose 2005            | 4º posto         | 4  | 0 | 2 | 28:17 |
| Montreux 2007            | 4º posto         | 4  | 1 | 1 | 17:15 |
| Vigo 2009                | Quarti di finale | 3  | 1 | 2 | 16:13 |
| San Juan 2011            | Quarti di finale | 4  | 0 | 2 | 31:14 |
| Luanda 2013              | Quarti di finale | 5  | 0 | 1 | 28:12 |
| La Roche-sur-Yon 2015    | Quarti di finale | 5  | 0 | 1 | 41:19 |
| Nanchino 2017            | 4º posto         | 2  | 1 | 3 | 16:21 |
| Barcellona 2019          | Quarti di finale | 3  | 1 | 2 | 29:27 |
| San Juan 2022            | 4º posto         | 2  | 3 | 1 | 25:22 |
| Novara 2024              | 3º posto         | 4  | 0 | 2 | 23:13 |

Dettagli:
- Partecipazioni al Campionato mondiale: 46
- Non partecipante: 0
- Partite disputate: 386
- Vittorie: 256
- Pareggi: 44
- Sconfitte: 86
- Gol fatti: 1.747
- Gol subiti: 788

### Campionato Europeo
| Edizione                  | Piazzamento      | V | N | P | Gol    |
| ------------------------- | ---------------- | - | - | - | ------ |
| Herne Bay 1926            | 6º posto         | 0 | 0 | 5 | 2:34   |
| Montreux 1927             | 5º posto         | 1 | 0 | 4 | 5:26   |
| Herne Bay 1928            | 6º posto         | 0 | 1 | 4 | 8:16   |
| Montreux 1929             | 2º posto         | 3 | 1 | 1 | 14:14  |
| Herne Bay 1930            | -                | - | - | - | -      |
| Montreux 1931             | 4º posto         | 2 | 2 | 2 | 14:14  |
| Herne Bay 1932            | -                | - | - | - | -      |
| Herne Bay 1934            | 4º posto         | 2 | 1 | 2 | 15:19  |
| Herne Bay 1937            | 4º posto         | 3 | 1 | 2 | 20:20  |
| Anversa 1938              | 2º posto         | 3 | 3 | 0 | 12:7   |
| Barcellona 1957           | 3º posto         | 3 | 1 | 1 | 15:11  |
| Ginevra 1959              | 3º posto         | 4 | 0 | 3 | 19:14  |
| Torino 1961               | 3º posto         | 7 | 1 | 1 | 27:7   |
| Porto 1963                | 5º posto         | 3 | 1 | 4 | 28:19  |
| Lisbona 1965              | 3º posto         | 6 | 0 | 2 | 34:21  |
| Bilbao 1967               | 4º posto         | 3 | 2 | 3 | 28:25  |
| Losanna 1969              | 7º posto         | 2 | 0 | 6 | 21:33  |
| Lisbona 1971              | 3º posto         | 5 | 0 | 3 | 38:30  |
| Iserlohn 1973             | 4º posto         | 4 | 1 | 3 | 30:18  |
| Viareggio 1975            | 3º posto         | 5 | 1 | 1 | 34:12  |
| Porto 1977                | 3º posto         | 3 | 3 | 2 | 18:12  |
| Barcellona 1979           | 3º posto         | 5 | 1 | 2 | 30:12  |
| Essen 1981                | 4º posto         | 5 | 1 | 2 | 35:24  |
| Vercelli 1983             | 3º posto         | 5 | 1 | 1 | 32:6   |
| Porto 1985                | 2º posto         | 6 | 1 | 1 | 52:16  |
| Oviedo 1987               | 3º posto         | 6 | 0 | 2 | 63:17  |
| Lodi 1990                 | Campione         | 8 | 0 | 0 | 76:7   |
| Wuppertal 1992            | 2º posto         | 7 | 2 | 0 | 74:14  |
| Funchal 1994              | 3º posto         | 7 | 0 | 1 | 87:13  |
| Salsomaggiore Terme 1996  | 2º posto         | 7 | 0 | 1 | 102:10 |
| Paços de Ferreira 1998    | 3º posto         | 6 | 1 | 0 | 68:5   |
| Wimmis 2000               | 3º posto         | 3 | 0 | 2 | 16:8   |
| Firenze 2002              | 3º posto         | 4 | 0 | 2 | 56:14  |
| La Roche-sur-Yon 2004     | 2º posto         | 5 | 0 | 1 | 51:14  |
| Monza 2006                | 4º posto         | 3 | 1 | 1 | 28:9   |
| Oviedo 2008               | 3º posto         | 4 | 0 | 2 | 15:12  |
| Wuppertal 2010            | Quarti di finale | 3 | 1 | 2 | 20:17  |
| Paredes 2012              | 3º posto         | 4 | 0 | 2 | 25:12  |
| Alcobendas 2014           | Campione         | 4 | 1 | 0 | 20:13  |
| Oliveira de Azeméis 2016  | 2º posto         | 4 | 1 | 1 | 36:10  |
| La Coruña 2018            | 3º posto         | 6 | 0 | 2 | 72:23  |
| Paredes 2021              | 3º posto         | 2 | 2 | 1 | 27:18  |
| Sant Sadurní d'Anoia 2023 | 3º posto         | 2 | 2 | 2 | 25:27  |

Dettagli:
- Partecipazioni al Campionato Europeo: 41
- Non partecipante: 2
- Partite disputate: 276
- Vittorie: 165
- Pareggi: 34
- Sconfitte: 77
- Gol fatti: 1.392
- Gol subiti: 653

N.B.: vengono conteggiate solo le edizioni come campionato europeo e non come campionato mondiale.

## Palmarès
- Campionato mondiale: 4

Ginevra 1953, Sertãozinho 1986, La Coruña 1988, Wuppertal 1997
- Campionato europeo: 3

Ginevra 1953, Lodi 1990, Alcobendas 2014
- Coppa delle Nazioni: 2

1935, 1982
- Giochi mondiali: 1

1985
- Coppa Latina: 1

1956

## Riepilogo piazzamenti
| Competizione        |    |    |    | Tot. |
| ------------------- | -- | -- | -- | ---- |
| Campionato mondiale | 4  | 9  | 11 | 24   |
| Campionato europeo  | 3  | 12 | 23 | 38   |
| Coppa delle Nazioni | 2  | 5  | 15 | 22   |
| Giochi mondiali     | 1  | 0  | 1  | 2    |
| Coppa Latina        | 3  | 1  | 6  | 8    |
| Generale            | 13 | 27 | 56 | 94   |

## Organico

### Rosa attuale
| N. | Pos. | Giocatore          | Data nascita (età) | Pres. | Reti | Squadra         |
| -- | ---- | ------------------ | ------------------ | ----- | ---- | --------------- |
|    | A    | Morgan Antonioni   | 27 marzo 2002      |       |      | Amatori Lodi    |
|    | D    | Davide Banini      | 23 marzo 1995      |       |      | Follonica       |
|    | A    | Giulio Cocco       | 11 giugno 1996     |       |      | Trissino        |
|    | D    | Francesco Compagno | 18 febbraio 1999   |       |      | Forte dei Marmi |
|    | P    | Simone Corona      | 14 dicembre 1992   |       |      | Sarzana         |
|    | A    | Alessandro Faccin  | 28 settembre 1998  |       |      | Amatori Lodi    |
|    | A    | Davide Gavioli     | 22 aprile 1998     |       |      | Trissino        |
|    | A    | Alberto Pozzato    | 22 novembre 1994   |       |      | Bassano         |
|    | P    | Bruno Sgaria       | 18 gennaio 1998    |       |      | Trissino        |
|    | A    | Alessandro Verona  | 11 agosto 1995     |       |      | Sporting CP     |

### Staff tecnico
- Commissario tecnico: Alessandro Bertolucci
- Preparatore atletico: Andrea Bertinato
- Fisioterapista: Angelo Dinatale
- Meccanico: Giuseppe Munaretto
- Resp. squadre nazionali: Tommaso Colamaria
- Settore tecnico: Marcello Bulgarelli

## Rose del passato

### Campionato del mondo
Campionato mondiale maschile di hockey su pista Stoccarda 1936Cergol, Ciocala, Grassi, Kullmann, Rasponi, Zavattaro, Zorloni, CT: Francesco Cestagalli
Campionato mondiale maschile di hockey su pista Montreux 1939Bertuzzi, Cergol, Grassi, Kullmann, Massironi, Poser, Rasponi, CT:
Campionato mondiale maschile di hockey su pista Lisbona 1947Bottini, Castoldi, Cergol, Grassi, Kullmann, Massironi, Poser, Torre, CT: Orazio Zorloni
Campionato mondiale maschile di hockey su pista Montreux 1948Bertuzzi, Castoldi, Cergol, Grassi, Kullmann, Panagini, Poser, Tamaro, CT: Edoardo Germogli
Campionato mondiale maschile di hockey su pista Lisbona 1949Bertuzzi, Cergol, Grassi, Mazzoni, Panagini, Poser, Tamaro, Torre, CT: Edoardo Germogli
Campionato mondiale maschile di hockey su pista Milano 1950Bertuzzi, Castoldi, Conti, Dagnino, Gallarini, Monfrinotti, Panagini, Tamaro, Torre, CT: Edoardo Germogli
Campionato mondiale maschile di hockey su pista Barcellona 1951Bertuzzi, Cataletto, Dagnino, Gelmini, Manfrinotti, Morello, Panagini, Tamaro, Torre, CT: Marono Vici
Campionato mondiale maschile di hockey su pista Porto 1952Bertuzzi, Bolis, Cataletto, Dagnino, A. Gelmini, M. Gelmini, Manfrinotti, Nanotti, Panagini, CT: Marono Vici
Campionato mondiale maschile di hockey su pista Ginevra 1953Bertuzzi, Bolis, Brezigar, Cataletto, Dagnino, Gelmini, Marchetto, Panagini, CT: Marono Vici
Campionato mondiale maschile di hockey su pista Barcellona 1954Bolis, Brezigar, Cataletto, Dagnino, A. Gelmini, M. Gelmini, Panagini, CT: Marono Vici
Campionato mondiale maschile di hockey su pista Milano 1955Bertuzzi, Bolis, Brezigar, Cataletto, Dagnino, Forti, A. Gelmini, M. Gelmini, Marchetto, Panagini, CT: Marono Vici
Campionato mondiale maschile di hockey su pista Porto 1956Artioli, Bolis, Brezigar, Dagnino, Forti, Levati, Marchetto, Panagini, Rautnich, Tavoni, CT: Marono Vici
Campionato mondiale maschile di hockey su pista Porto 1958Bolis, Brezigar, Forti, M. Gelmini, Marchetto, Noro, Panagini, Tavoni, Villa, CT: Marono Vici
Campionato mondiale maschile di hockey su pista Madrid 1960Aina, Bortolini, Brezigar, Grani, Martellani, Noro, Panagini, Prinz, Tavoni, Villa, CT: Marono Vici
Campionato mondiale maschile di hockey su pista Santiago 1962Baraldi, Bolis, Bortolini, Bosisio, Cerrina, Noro, Pessina, Prinz, Tavoni, Villa, CT:
Campionato mondiale maschile di hockey su pista Barcellona 1964Aina, Baraldi, Bosisio, Crotti, Fontana, Mari, Martellani, Prinz, Tavoni, Zaffinetti, CT:
Campionato mondiale maschile di hockey su pista San Paolo 1966Aina, Baraldi, Bosisio, Crotti, Fontana, Luppi, Malagoli, Mari, Moncalieri, Zaffinetti, CT: Ferruccio Panagini
Campionato mondiale maschile di hockey su pista Porto 1968Baraldi, Battistella, Fontana, Mari, Moncalieri, Mora, Perok, Pockaj, Prinz, Villa, CT: Ferruccio Panagini
Campionato mondiale maschile di hockey su pista San Juan 1970Battistella, Cerato, Facchini, Fontana, Maiocchi, Moncalieri, Palmieri, Perok, M. Saccardo, R. Saccardo, CT: Marono Vici
Campionato mondiale maschile di hockey su pista La Coruña 1972Battistella, Fona, Fontana, Franchi, Gonella, Marchesini, Migliorini, Righi, R. Saccardo, Tonioni, CT: Marcello Forti
Campionato mondiale maschile di hockey su pista Lisbona 1974Battistella, Dalceri, Facchini, Fona, Fontana, Franchi, Migliorini, Moncalieri, Righi, M. Saccardo, CT: Luigi Dagnino
Campionato mondiale maschile di hockey su pista Oviedo 1976Anedda, Borrini, Cerato, Facchini, Frasca, Papotti, Righi, Rizzitelli, M. Saccardo, Stella, CT:  Eugenio Leoni
Campionato mondiale maschile di hockey su pista San Juan 1978Anedda, Battistella, Borrini, Citterio, Facchini, Faccin, Fona, Righi, Pardini, Villani, CT: Sergio Nanotti
Campionato mondiale maschile di hockey su pista Talcahuano 1980Barsi, Citterio, Colamaria, Caricato, Marzella, Frasca, Faccin, Fantozzi, Kalik, Stella, CT: Sergio Nanotti
Campionato mondiale maschile di hockey su pista Barcelos 1982Anedda, Barsi, Beltempo, Colamaria, Frasca, Girardelli, Maggi, Marzella, Parasuco, Turturro, CT: Giambattista Massari
Campionato mondiale maschile di hockey su pista Novara 1984A. Barsi, A. Belli, E. Bernardini, R. Citterio, T. Colamaria, R. Crudeli, S. Dal Lago, F. Girardelli, M. Mariotti, L. Parasuco, CT: Giambattista Massari
Campionato mondiale maschile di hockey su pista Sertãozinho 1986E. Bernardini, T. Colamaria, R. Crudeli, A. Cupisti, S. Dal Lago, F. Girardelli, M. Mariotti, G. Marzella, A. Milani, L. Parasuco, CT: Giambattista Massari
Campionato mondiale maschile di hockey su pista La Coruña 1988F. Amato, E. Bernardini, R. Crudeli, A. Cupisti, S. Dal Lago, E. Mariotti, M. Mariotti, G. Marzella, A. Milani, F. Paghi, CT: Giambattista Massari
Campionato mondiale maschile di hockey su pista San Juan 1989P. Aguzzoli, F. Amato, E. Bernardini, M. Cinquini, R. Crudeli, A. Cupisti, E. Mariotti, M. Mariotti, G. Marzella, A. Milani, CT: Giambattista Massari
Campionato mondiale maschile di hockey su pista Porto 1991F. Amato, E. Bernardini, T. Colamaria, R. Crudeli, A. Cupisti, E. Mariotti, M. Mariotti, G. Marzella, D. Rigo, S. Saccocci, CT: Giambattista Massari
Campionato mondiale maschile di hockey su pista Sesto San Giovanni 1993F. Amato, E. Bernardini, A. Bertolucci, T. Colamaria, R. Crudeli, M. Cunegatti, A. Cupisti, E. Mariotti, M. Mariotti, D. Rigo, CT: Giovanni Innocenti
Campionato mondiale maschile di hockey su pista Recife 1995A. Bertolucci, M. Bertolucci, P. Bresciani, M. Cunegatti, F. Dolce, Alb. Michielon, Ale. Michielon, D. Rigo, A. Tosi, CT: Raul Micheli
Campionato mondiale maschile di hockey su pista Wuppertal 1997F. Amato, A. Bertolucci, P. Bresciani, M. Cunegatti, Ale. Michielon, Alb. Michielon, A. Orlandi, F. Polverini, D. Rigo, L. Ventra, CT: Raul Micheli
Campionato mondiale maschile di hockey su pista Reus 1999V. Antezza, P. Bresciani, A. Cirilli, D. Cirilli, M. Cunegatti, A. Orlandi, F. Polverini, D. Rigo, M. Tataranni, L. Ventra, CT: Raul Micheli
Campionato mondiale maschile di hockey su pista San Juan 2001A. Bertolucci, M. Bertolucci, M. Cunegatti, E. Mariotti, Alb. Michielon, Ale. Michielon, A. Orlandi, F. Polverini, D. Rigo, R. Salsi, CT: Raul Micheli
Campionato mondiale maschile di hockey su pista Oliveira de Azeméis 2003V. Antezza, A. Bertolucci, M. Bertolucci, P. Bresciani, M. Cunegatti, Alb. Michielon, Ale. Michielon, A. Orlandi, D. Rigo, R. Salsi, CT: Carlos Dantas
Campionato mondiale maschile di hockey su pista San Jose 2005V. Antezza, A. Bertolucci, M. Cocco, M. Motaran, S. Motaran, F. Polverini, P. Pranovi, R. Squeo, F. Stagi, M. Tataranni, CT: Cristiano Pereira
Campionato mondiale maschile di hockey su pista Montreux 2007L. Barozzi, M. Cocco, A. Dal Zotto, D. Motaran, M. Motaran, N. Palagi, A. Peripolli, R. Squeo, J. Travasino, G. Zen, CT: Alessandro Cupisti
Campionato mondiale maschile di hockey su pista Vigo 2009L. Barozzi, M. Cocco, A. D'Agostino, G. Fontana, E. Giaretta, D. Illuzzi, D. Motaran, D. Nicoletti, A. Ortogni, M. Tataranni, J. Travasino, G. Zen, CT: Alessandro Cupisti
Campionato mondiale maschile di hockey su pista San Juan 2011L. Barozzi, A. Bertolucci, M. Bertolucci, R. Gnata, D. Illuzzi, A. Losi, E. Mariotti, D. Motaran, A. Orlandi, N. Palagi, M. Tataranni, CT: Massimo Mariotti
Campionato mondiale maschile di hockey su pista Angola 2013F. Ambrosio, L. Barozzi, M. Cocco, G. De Oro, S. Festa, R. Gnata, D. Illuzzi, D. Motaran, M. Nicolas, D. Nicoletti, CT: Massimo Mariotti
Campionato mondiale maschile di hockey su pista La Roche-sur-Yon 2015F. Ambrosio, S. Amato, N. Barbieri, M. Cocco, D. Gavioli, R. Gnata, A. Greco, D. Illuzzi, A. Malagoli, F. Pagnini, M. Pagnini, D. Pertegato, B. Sgaria, M. Tataranni, CT: Massimo Mariotti
Campionato mondiale maschile di hockey su pista Nanchino 2017S. Amato, D. Banini, L. Barozzi, G. Cocco, F. Compagno, D. Gavioli, R. Gnata, D. Illuzzi, A. Malagoli, A. Verona, CT: Massimo Mariotti
Campionato mondiale maschile di hockey su pista Barcellona 20195 F. Ambrosio, 6 A. Malagoli, 7 G. Cocco, 8 E. Cinquini, 9 D. Illuzzi, 10 L. Barozzi, 14 A. Verona, 15 D. Banini, 22 R. Gnata, CT: Massimo Mariotti
Campionato mondiale maschile di hockey su pista San Juan 2022S. Zampoli, F. Ipiñazar, F. Ambrosio, A. Malagoli, G. Cocco, E. Cinquini, D. Banini, L. Barozzi, A. Verona, F. Compagno, R. Gnata, D. Gavioli, CT: Alessandro Bertolucci
Campionato mondiale maschile di hockey su pista Novara 2024S. Zampoli, F. Ipiñazar, A. Pozzato, A. Malagoli, G. Cocco, D. Banini, A. Verona, F. Compagno, R. Gnata, A. Faccin, D. Gavioli, CT: Alessandro Bertolucci

### Campionati europei
Campionati europei di hockey su pista 1926Assi, Del Marco, Segala, Vanni, Veneziani, Zorloni, CT:
Campionati europei di hockey su pista 1927Assi, Cestagalli, Grassi, Segala, Vanni, Veneziani, Zorloni, CT:
Campionati europei di hockey su pista 1928Castellano, Cestagalli, Drisaldi, Gianatti, Grassi, Pera, Veneziani, Zavattaro, Zorloni, CT:
Campionati europei di hockey su pista 1929Castellano, Cestagalli, Gianatti, Grassi, Pera, Veneziani, Zavattaro, Zorloni, CT:
Campionati europei di hockey su pista 1931Drisaldi, Grassi, Pera, Rasponi, Zavattaro, Zorloni, CT:
Campionati europei di hockey su pista 1934Bortoloni, Concia, Grassi, Massironi, Pera, Rasponi, Zavattaro, Zorloni, CT:
Campionati europei di hockey su pista 1937Cergol, Ciocala, Grassi, Kullmann, Massironi, Rasponi, Zavattaro, Zennaro, CT:
Campionati europei di hockey su pista 1937Cergol, Ciocala, Grassi, Kullmann, Massironi, Rasponi, Viganò, CT:
Campionati europei di hockey su pista 1957Bolis, Brezigar, Cataletto, Forti, M. Gelmini, Marchetto, Panagini, Prinz, Rinaldi, Tavoni, Villa, CT: Marono Vici
Campionati europei di hockey su pista 1959Artioli, Brezigar, De Gerone, Forti, Marchetto, Noro, Panagini, Pennati, Prinz, Rinaldi, Tavoni, CT: Marono Vici
Campionati europei di hockey su pista 1961Baraldi, Bolis, Bortolini, Bosisio, M. Gelmini, Levati, Mora, Patrini, Prinz, Tavoni, CT:
Campionati europei di hockey su pista 1963Aina, Baraldi, Bosisio, Brezigar, Crotti, Fontana, Forghieri, Mora, Pessina, Talocchi, Zaffinetti, CT: Emilio Bertuzzi
Campionati europei di hockey su pista 1965Baraldi, Bosisio, Crotti, De Gerone, Fontana, Luppi, Malagoli, Moncalieri, Pizza, Zaffinetti, CT: Ferruccio Panagini
Campionati europei di hockey su pista 1967Baraldi, Battistella, De La Chiara, Fontana, Gabellieri, Mari, Moncalieri, Mora, Pizza, Villa, Zaffinetti, CT: Ferruccio Panagini
Campionati europei di hockey su pista 1969Baraldi, Battistella, Fontana, Fonzari, Magliocchi, Malagoli, Moncalieri, Romussi, Saccardo, Villa, Zaffinetti, CT: Ferruccio Panagini
Campionati europei di hockey su pista 1983A. Barsi, E. Bernardini, T. Colamaria, A. Cupisti, S. Dal Lago, F. Girardelli, M. Mariotti, G. Marzella, A. Milani, L. Parasuco, CT: Gianbattista Massari
Campionati europei di hockey su pista 1985A. Barsi, E. Bernardini, T. Colamaria, A. Cupisti, S. Dal Lago, F. Girardelli, M. Mariotti, G. Marzella, A. Milani, L. Parasuco, CT: Gianbattista Massari
Campionati europei di hockey su pista 1987F. Amato, E. Bernardini, T. Colamaria, A. Cupisti, S. Dal Lago, F. Girardelli, M. Mariotti, G. Marzella, A. Milani, L. Parasuco, CT: Gianbattista Massari
Campionati europei di hockey su pista 1990F. Amato, A. Belli, E. Bernardini, R. Crudeli, M. Cunegatti, A. Cupisti, E. Mariotti, M. Mariotti, G. Marzella, D. Rigo, CT: Gianbattista Massari
Campionati europei di hockey su pista 1992E. Bernardini, A. Bertolucci, T. Colamaria, R. Crudeli, M. Cunegatti, E. Mariotti, M. Mariotti, Ale. Michielon, D. Rigo, S. Saccocci, CT: Gianbattista Massari
Campionati europei di hockey su pista 1994A. Bertolucci, M. Bertolucci, P. Bresciani, M. Cunegatti, L. Marrone, Alb. Michielon, Ale. Michielon, F. Polverini, D. Rigo, A. Tosi, CT: Gianbattista Massari
Campionati europei di hockey su pista 1996F. Amato, A. Bertolucci, M. Cunegatti, E. Mariotti, Alb. Michielon, Ale. Michielon, A. Orlandi, F. Polverini, D. Rigo, L. Ventra, CT: Raul Micheli
Campionati europei di hockey su pista 1998V. Antezza, A. Bertolucci, P. Bresciani, M. Cunegatti, Alb. Michielon, Ale. Michielon, A. Orlandi, F. Polverini, D. Rigo, L. Ventra, CT: Raul Micheli
Campionati europei di hockey su pista 2000D. Ceretta, A. Cirilli, M. Cunegatti, M. Martelli, A. Orlandi, F. Polverini, E. Randon, D. Rigo, M. Tataranni, A. Tosi, CT: Raul Micheli
Campionati europei di hockey su pista 2002A. Bertolucci, M. Bertolucci, P. Bresciani, M. Cunegatti, E. Mariotti, A. Orlandi, F. Polverini, D. Rigo, A. Tosi, M. Tataranni, CT: Raul Micheli
Campionati europei di hockey su pista 2004A. Bertolucci, M. Bertolucci, P. Bresciani, M. Cunegatti, E. Mariotti, Alb. Michielon, Ale. Michielon, A. Orlandi, D. Rigo, A. Tosi, CT: Massimo Mariotti
Campionati europei di hockey su pista 2006L. Barozzi, A. Bertolucci, M. Bertolucci, M. Cocco, F. Dolce, D. Motaran, N. Palagi, A. Peripolli, L. Squeo, F. Stagi, CT: Alessandro Cupisti
Campionati europei di hockey su pista 2008L. Barozzi, M. Cocco, G. Fontana, D. Illuzzi, L. Marchini, D. Nicoletti, N. Palagi, P. Papapietro, L. Squeo, J. Travasino, CT: Alessandro Cupisti
Campionati europei di hockey su pista 2010L. Barozzi, D. Borsi, A. D'Agostino, F. De Rinaldis, S. Festa, G. Fontana, D. Illuzzi, D. Motaran, L. Sterpini, J. Travasino, CT: Alessandro Cupisti
Campionati europei di hockey su pista 2012F. Ambrosio, L. Barozzi, G. De Oro, A. De Palma, S. Festa, R. Gnata, D. Illuzzi, D. Motaran, M. Nicolas, D. Nicoletti, CT: Massimo Mariotti
Campionati europei di hockey su pista 2014F. Ambrosio, L. Barozzi, M. Cocco, R. Gnata, D. Illuzzi, D. Motaran, M. Pagnini, L. Squeo, M. Tataranni, A. Verona, CT: Massimo Mariotti
Campionati europei di hockey su pista 20161 L. Barozzi, 2 S. Amato, 3 F. Compagno, 4 F. Ambrosio, 5 A. Malagoli, 6 G. Cocco, 7 D. Illuzzi, 8 A. Verona, 9 M. Pagnini, 10 R. Gnata, CT: Massimo Mariotti
Campionati europei di hockey su pista 2018S. Amato, F. Ambrosio, D. Banini, L. Barozzi, G. Cocco, R. Gnata, D. Illuzzi, A. Malagoli, M. Pagnini, A. Verona, CT: Massimo Mariotti
Campionati europei di hockey su pista 2021F. Ambrosio, L. Barozzi, G. Cocco, F. Compagno, D. Gavioli, R. Gnata, D. Illuzzi, A. Malagoli, F. Ipiñazar, A. Verona, CT: Alessandro Bertolucci
Campionati europei di hockey su pista 20231 Zampoli, 2 Ipiñazar, 3 Antonioni, 4 Gavioli, 5 Faccin, 6 Malagoli, 7 Cocco, 8 Cinquini, 9 Compagno, 10 Sgaria, 11 Barbieri, 20 Gnata, CT: Alessandro Bertolucci

### Olimpiadi
Hockey su pista ai Giochi della XXV OlimpiadeF. Amato, E. Bernardini, T. Colamaria, R. Crudeli, M. Cunegatti, A. Cupisti, E. Mariotti, M. Mariotti, G. Marzella, D. Rigo, CT: Giambattista Massari